# Dmitrij Filipov
Dmitrij Filipovič Filipov (rusko Дмитрий Рудольфович Филиппов), ruski rokometaš, * 19. maj 1969.
Leta 2000 je na poletnih olimpijskih igrah v Sydneyju v sestavi ruske reprezentance osvojil zlato olimpijsko medaljo.